# Abraham Shalom Yahuda

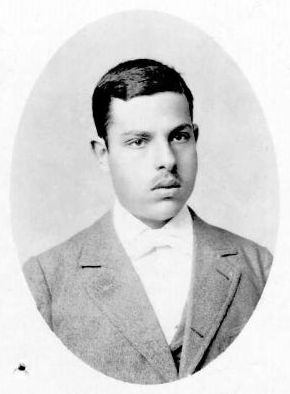
Abraham Shalom Yahuda, etwa 1897

Abraham Shalom Yahuda (1877–1951, hebräisch אברהם שלום יהודה arabisch إبراهيم شالوم يهودا) war ein palästinensischer Zionist, Hochschullehrer, Schriftsteller und Linguist. Er war der Begründer der Sammlung arabischer und muslimischer Schriften in der israelischen Nationalbibliothek.

## Leben
Yahuda wurde 1877 in eine wohlhabende jüdische Familie  mit aschkenasischen sowie sephardischen Vorfahren in Jerusalem geboren. Sein Vater, Rabbi Benjamin Ezekiel Yahuda, entstammte einer angesehenen Bagdader Familie. Seine Mutter, Rebecca Bergman, teilte ein irakisches Erbe mütterlicherseits und ein deutsches väterlicherseits aus einer Frankfurter Familie. Zuhause wurde arabisch gesprochen. Yahuda genoss eine frühe religiöse und säkulare Bildung, sodass er bereits mit 16 Jahren seine erste Monografie über vorislamische arabische Geschichte und Kultur veröffentlichte. Nur ein Jahr später folgte eine wissenschaftliche Übersetzung ausgewählter Klassiker der arabischen Poesie ins Hebräische.
1895 ging Yahuda nach Deutschland, um seine Studien fortzusetzen. Er lernte an den Orientalischen und Semitischen Instituten in Darmstadt, Frankfurt am Main, Nürnberg und Heidelberg, bis er 1904 seine Promotion über Bahya ibn Paqudas „Pflichten des Herzens“ in Straßburg abschloss. 1912 veröffentlichte er eine kritische Edition des Werks. Yahuda lernte bei den renommiertesten Orientalisten seiner Zeit, darunter Theodor Nöldeke, der sein Doktorvater wurde, und Ignaz Goldziher, zu dem er eine intensive wissenschaftliche und persönliche Freundschaft pflegte. In Berlin lehrte Yahuda an der Hochschule für die Wissenschaft des Judentums von 1904 bis 1914, wo er 1905 seine Antrittsvorlesung über „Die biblische Exegese in ihren Beziehungen zur semitischen Philologie“ hielt. Unter seinen Schülern war auch der bedeutende Hebraist Mojzis Woskin-Nahartabi. 1915 folgte er dem Ruf als erster Professor für Judaistik an die Universität Madrid und arbeitete dort vor allem über die jüdische Geschichte Spaniens und sammelte zahlreiche Materialien.
1920 erreichte Yahuda der Ruf als Teil des Gründungskomitees und des ersten Kollegiats an die neu gegründete Hebräische Universität Jerusalem. Dort unterrichtete er nur wenige Monate Torah und arabische Sprache und Literatur, bis er 1921 Jerusalem enttäuscht über das mangelnde Interesse an jüdisch-arabischem Austausch und eine vollkommen geteilte Kultur und Zukunft verließ.
Er ging nach London, wo er Ethel Judes kennenlernte und heiratete. In den 1920ern richtete Yahuda seine Arbeit mehr und mehr auf öffentliche Vorträge und populärwissenschaftliche Schriften auf Deutsch und Englisch aus. Sein Werk The Accuracy of the Bible stieß 1934 eine internationale Kontroverse an. Darin vertrat er die These, dass die biblischen Erzählungen, die in Ägypten spielten, von ägyptischen Narrativen beeinflusst seien und damit in der Zeit des Exodus entstanden sein müssten. 1939 veröffentlichte er eine umfangreiche Kritik an Sigmund Freuds Moses und Monotheismus.
1942 folgte Yahuda einem Ruf an die New School for Social Research in New York City. 1946 veröffentlichte er „Ever ve’Arav“ (Hebräer und Araber), eine Anthologie seiner wissenschaftlichen Artikel und Essays zur Frage der jüdisch-arabischen Beziehungen.

## Zionistisches Engagement
Yahuda nahm am Ersten Zionistischen Weltkongress (1897) teil und traf dort Max Nordau, mit dem ihn eine lebenslange Freundschaft verbinden sollte. Im Gegensatz zu Nordau jedoch wollte Yahuda die „Araberfrage“ nicht militärisch lösen und bot den Führungspersönlichkeiten der zionistischen Bewegung seine Expertise im jüdisch-arabischen Dialog an. Er schrieb immer wieder Briefe an die Leitung der zionistischen Organisationen, die sich immer mehr auf die Trennung zwischen einer jüdischen und einer arabischen Bevölkerung ausrichteten und der zionistischen Politik in Palästina einen anti-arabischen Anstrich verliehen.
Yahuda sah sich selbst in einer Zwischenposition und bot sich immer wieder als Vermittler an. Außerdem versuchte er die Beziehungen zwischen jüdischen Gemeinden in Europa und dem Nahen Osten zu entwickeln.
Außerdem begeisterte Yahuda sich für die Wiederbelebung des Hebräischen und führte in Frankfurt Hebräischkurse ein.

## Die Yahuda-Sammlung
Nach Goldzihers Tod 1921 sorgte Yahuda dafür, dass die 6000 Titel aus dessen Privatbibliothek durch den Zionistischen Weltkongress erworben und in die Jerusalemer Nationalbibliothek eingegliedert wurden. Damit war die Grundlage für die Sammlung arabischer und muslimischer Literatur innerhalb der Nationalbibliothek gelegt.
Einen weiteren Baustein dieser Sammlung bildete die Privatbibliothek Isaac Ezekiel Yahudas (1863–1941), Abraham Shalom Yahudas älteren Bruders, der ebenfalls ein bekannter Orientalist war und 1904 als Buchhändler in Darmstadt und ab 1906 in Kairo tätig war.
Abraham Shalom Yahuda ergänzte diese Sammlung auf zahlreichen persönliche Reisen und durch Korrespondenzen. Bis in die 1940er Jahre sammelten die Yahudabrüder für private Zwecke und verkauften immer wieder große Teile ihrer Sammlung an Museen und öffentliche Einrichtungen in Großbritannien und den USA. 1941 starb der ältere Bruder. 1949 begann Abraham Shalom Yahuda mit der Planung einer arabischen Bibliothek und eines arabisch-jüdischen Forschungsinstituts in Jerusalem. Kurz vor seinem Tod 1951 bereitete er seine Bibliothek für die Überfahrt nach Israel vor. Ethel Yahuda, seine Frau, führte die Arbeit fort, die Bibliothek zu katalogisieren und nach Jerusalem zu überführen. Doch auch sie starb 1955, was zu einem Erbstreit führte, den der Gerichtshof von Connecticut jedoch zu Gunsten der Hebräischen Universität entschied. Die Sammlung erreichte Jerusalem 1967 und wurde in die Jüdische Nationalbibliothek eingegliedert. Sie enthält 1400 Manuskripte vom 9. bis ins 19. Jahrhundert unserer Zeitrechnung und umfasst Werke aus Spanien über Nordafrika bis Zentral- und Südasien. Außerdem sind 240 hebräische und 50 lateinische Manuskripte Teil der Sammlung. Neben Manuskripten sind auch frühe Drucke Teil der Sammlung, Isaac Newtons theologische Schriften, über 1000 Dokumente aus der Napoleonischen Herrschaft in Ägypten sowie etwa 3000 Briefe, die Yahuda von den bedeutendsten Intellektuellen seiner Zeit erhielt.

## Werke
- Kadmoniyyot ha-Aravim (Arabische Antiquitäten, 1895)
- Kol Arvi ba-Midbar (1903)
- Die biblische Exegese in ihren Bezielhungen zur semitischen Philologie: Antrittsvorlesung gehalten in der Lehranstalt für die Wissenschaft des Judenthums in Berlin am 2. Mai 1905
- Bagdadische Sprichwoerter (1906)
- Jemenische Sprichwoerter aus Sanaa (1911)
- Die Sprache des Pentateuch in ihren Beziehungen zum Aegyptischen (1929) (Digitalisat)
- Eine Erwiderung auf Wilhelm Spiegelbergs „Ägyptologische Bemerkungen“ zu meinem Buche „Die Sprache des Pentateuch“ (1930)
- Mishlei Arav (Arabische Sprichwörter, 1932)
- The Language of the Pentateuch in Its Relation to Egyptian (1933)
- The Accuracy of the Bible (1934)
- Ever ve-Arav (1946)
- Dr. Weizmann’s Errors on Trial, posthum (1952)